# Küster (Unternehmen)
Die Küster Holding GmbH (Eigenschreibweise „KÜSTER Holding GmbH“) ist ein deutscher international tätiger Automobilzulieferer mit Stammsitz in Ehringshausen. Sie befindet sich im Besitz der Familie Küster.

## Geschichte
Das 1926 gegründete Familienunternehmen beschäftigte im Jahr 2016 mehr als 3.000 Mitarbeiter in Deutschland, in der Slowakei, in Mexiko, in Brasilien, in den USA und in China – davon um die 1.000 in Deutschland. Die Gruppe erwirtschaftete im selben Geschäftsjahr einen Umsatz von rund 510 Millionen Euro. Küster entwickelt und fertigt Schaltungs- und Türsysteme, Aktuatorik, Antriebskabel sowie Antriebe für Automobilhersteller und -zulieferer.

## Trivia
Der Tätowierpionier Horst Streckenbach war vom 24. Juni 1957 bis zum 19. September 1959 als Schlosser in der damaligen W. H. Küster GmbH beschäftigt.